# Qemali-kormány
A Qemali-kormány vagy Albánia ideiglenes nemzeti kormánya (albán qeveria kombëtare e përkohshme e Shqipërisë) az 1912. november 28-án függetlenné vált Albánia ideiglenes kormánya, végrehajtó hatalmi szerve volt, amely 1912. november 29. (de facto december 4.) és 1914. január 22. (de facto január 15.) között működött. A tíztagú kabinet vezetője a függetlenséget kikiáltó vlorai nemzetgyűlést is elnöklő Ismail Qemali, a kormány székhelye, egyúttal az ország ideiglenes fővárosa Vlora volt. Az Albánia autonómiáját 1912. december 20-án jóváhagyó nagyhatalmak csak a függetlenség kikiáltásának első évfordulóján, 1913. november 28-án ismerték el hivatalosan is az ideiglenes kormány joghatóságát.
A Qemali-kormány működésének tizennégy hónapja alatt gyakorlatilag a nagyhatalmak kezébe tette le Albánia jövőjének alakítását, s ez meghatározta politizálásának meglehetősen passzív jellegét. Távol tartotta magát minden olyan markáns vagy radikális politikai lépéstől és megnyilvánulástól, amellyel egyfelől a nemzetközi politikai közvéleményt, másfelől az ekkor még az első Balkán-háborúban részt vevő, területszerzéssel elfoglalt szomszédos nemzetállamokat felingerelte volna. A londoni nagyköveti konferencia keretében 1912. december 17-én megkezdődött nagyhatalmi tárgyalások során december 20-án előbb Albánia függetlenségéről határoztak, majd 1913 folyamán – a londoni, illetve a firenzei egyezmény keretében – döntöttek az albán államhatárokról is. A nagyhatalmak diplomáciai és katonai fenyegetőzések árán elérték, hogy a montenegrói és szerb, valamint részben a görög csapatokat kivonják az Albániának ítélt területekről. Albánia ugyanakkor e két egyezmény keretében veszítette el az albán többségű nyugat-koszovói, nyugat-macedóniai és dél-epiruszi területeket, ami az elkövetkező évszázad több politikai és katonai konfliktusának szolgált forrásául a térségben.
1913. július 29-én, ugyancsak a nagyhatalmak bábáskodása mellett megszületett Albánia statútuma (vázlatos alaptörvénye), amelynek rendelkezései értelmében az ország örökletes monarchia (Albán Fejedelemség), uralkodóját a nagyhatalmak közösen jelölik ki, és semlegességét szintén az európai nagyhatalmak garantálják. Az albán trón elfoglalásáig az állam közigazgatási és jogi intézményi kereteinek megszervezésével a vlorai székhelyű Nemzetközi Ellenőrző Bizottságot bízták meg, amely 1913. október 16-án kezdte meg a munkát. 1913. december 20-án ugyancsak megkezdte a rendvédelmi munkát a holland tisztikar által irányított albán csendőrség.
A kormány taktikus passzivitása belföldön is számos nehézséget szült, miután az albán lakosság és politikai vezetők, a bégek és történelmi nagycsaládok egy része nehezen tudott azonosulni a kormányzat módszereivel. Tény, hogy a Qemali-kormánynak lehetetlen körülmények között kellett megbirkóznia a közigazgatási feladatok ellátásával. A megszálló montenegrói, szerb és görög hadseregek az ország nagy részét ellenőrzésük alatt tartották. A kormány fennhatósága eleinte egy mindössze 4000 km²-es – Vlora, Berat, Lushnja és Fier vidékét magában foglaló – területre terjedt ki, s ott is a megmaradt oszmán csapattestek kialakította katonai igazgatással párhuzamosan működött. 1913 tavaszán ugyan a szerb hadsereg kivonult az ország északi területeiről, a montenegróiaknak ki kellett üríteniük a korábban hat hónapig ostromlott Shkodrát, és a török alakulatokat is visszahajóztatták Konstantinápolyba, ezt követően azonban Qemalinak a különböző törésvonalak mentén megosztott albánsággal kellett szembenéznie. Támogatottsága Vlorában sem volt egyértelmű, ahol Syrja Vlora és követői Qemalitól függetlenül munkálkodtak Albánia leendő államszervezeti kereteinek kidolgozásán. Az önigazgatásukat évszázadokon keresztül több-kevesebb sikerrel megőrző észak-albániai katolikus törzsek sem támogatták egyértelműen a kormányt, Dél-Albánia pedig – a görög csapatok kiürítéséről rendelkező firenzei egyezmény dacára – még 1914 januárjában is görög megszállás alatt állt. Qemali legfőbb ellenlábasa azonban az ország középső területeinek lakosságát maga mögött tudó Esat Toptani volt, aki bár 1913 nyarán rövid ideig tagja volt a Qemali-kormánynak, 1913. október 14-én kikiáltotta a Közép-albániai Köztársaságot. 1913–1914 fordulóján Elbasan térségében a polgárháború veszélyével is fenyegető fegyveres összecsapásokra is sor került a Qemali-kormányt támogató csendőrség és a Toptani-ellenkormány szabadcsapatai között, Vlorában pedig az oszmán fennhatóságot pártoló puccsisták lázadása miatt hirdettek ki ostromállapotot.
Az ily módon négy részre szakadt országot vezető ideiglenes kormány gyakorlatilag csődöt mondott, nem volt képes működő közigazgatási rendszert kiépíteni, a rendet fenntartani és belpolitikai ellenfeleit megrendszabályozni. 1914. január 15-én Qemali bejelentette kormánya lemondását, s január 22-én hivatalosan is átadta a hatalmat a Nemzetközi Ellenőrző Bizottságnak, amely ekkor már az Albán Fejedelemség trónjának elfoglalására készülő Wilhelm zu Wied uralkodását készítette elő.

## A kormány megalakulása és összetétele

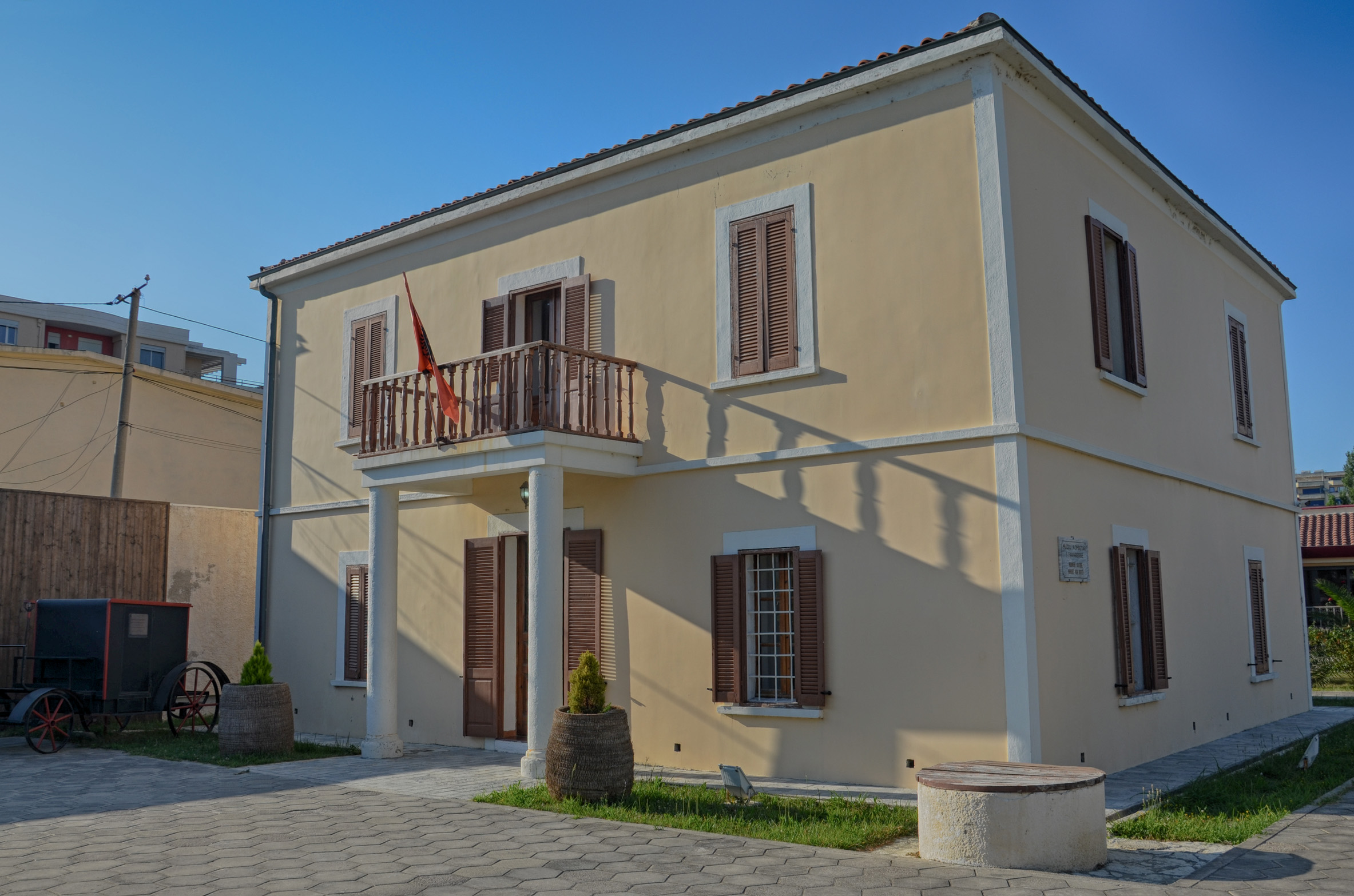
Az első nemzeti kormány székhelye Vlorában, ma a Nemzeti Függetlenségi Múzeum épülete

Miután az Albánia függetlenségét kikiáltó vlorai nemzetgyűlésen Qemalit bízták meg a kormányalakítással, 1912. november 29-én kijelölt miniszterelnökként megtette az első javaslatot az ideiglenes nemzeti kormány miniszteri pozícióinak betöltésére. A jelenlévők nem fogadták el egy tisztán muzulmán összetételű kormányra vonatkozó javaslatát, így többnapos vita után csak 1912. december 4-én fogadták el és iktatták be a kormány tagjait. A kabinet összeállításakor az egyik legfontosabb szempont az volt, hogy valamennyi bevett albániai felekezet képviseltetve legyen. Ennek megfelelően a bektási kormányfő, Ismail Qemali egyben a külügyi tárca irányítója, a kabinet tárca nélküli alelnöke pedig Durrës római katolikus prelátusa, Nikollë Kaçorri lett. A kormány további tagjai Mehmet Dërralla (hadügy, muzulmán), Myfit Libohova (belügy, muzulmán), Pjetër Poga (igazságügy, görögkeleti), Luigj Gurakuqi (közoktatás, katolikus), Abdi Toptani (pénzügy, muzulmán), Midhat Frashëri (közmunkaügy, bektási), Pandeli Cale (mezőgazdaság és kereskedelem, görögkeleti) és Lef Nosi (postaügy, görögkeleti) voltak. Az ország fővárosául Vlorát jelölték ki, s a kormány székhelye a függetlenséget kikiáltó nemzetgyűlésnek is helyet adó kétemeletes Vlora-ház lett. Ezenkívül a postaügyi minisztérium rendelkezett saját épülettel, tudniillik a vlorai távíróhivatalban rendezkedett be. Ezzel egy időben Haxhi Vehbi Agolli elnökletével megalakult a vlorai kormány munkáját felügyelő, valójában meglehetősen jelképes szerepű, tizennyolc tagú Öregek Tanácsa (Pleqësia), illetve a koszovói Isa Boletini, Riza Gjakova és Zenel Begolli vezette nemzeti milícia.
A kormánynévsor összeállításakor figyelembe vett felekezeti elv nem egy esetben az alkalmasság rovására ment: voltak az ideiglenes kormánynak olyan tagjai, például Poga, akik a Vlorában megjelent „szűkös kínálat” révén pusztán felekezetük okán kerültek pozícióhoz. Ugyanakkor azt még Qemali ellenlábasa, Eqrem Vlora is elismerte, hogy az adott körülmények között nagy nehézségekbe ütközött volna egy alkalmasabb kormánynévsor összeállítása. Qemali diplomáciai csatornákon már 1912 decemberében is kerestette a koszovói albánok két meghatározó vezetőjét, Hasan Prishtinát és Nexhip Dragát, hogy kormányhivatalt ajánljon számukra, de őket a szerbek még Koszovó lerohanásakor letartóztatták, így végül mégsem kaptak szerepet az ideiglenes kormányban.
Az első nagyobb kormányátalakításra 1913. március végén került sor, amikor Qemali elhagyta Albániát, hogy tárgyalásokat folytasson a nagyhatalmak képviselőivel és részt vegyen a londoni nagyköveti konferencián. Hogy távollétében belső ellenzéke ne lehetetlenítse el a helyzetét, a kormányból elmozdította Nikollë Kaçorrit és Midhat Frashërit, a kormány új alelnöke pedig Prenk Bibë Doda lett. Már hazatérése után, 1913. július 2-án újabb változás történt a kormány összetételében. Az addigi belügyminiszter, Myfit Libohova vette át a külügyminiszteri posztot Qemalitól, a belügyi tárca élére pedig Esat Toptanit nevezték ki. A politikailag rendkívül ambiciózus, intrikus, hatalmas közép-albániai birtokokkal rendelkező Toptani pasa Qemali legvérmesebb belső ellenzéke lett, és konfliktusaik miatt nem is maradt sokáig a kabinet tagja. Augusztus 1-jén kilépett a kormányból, és visszatért Közép-Albániába, Durrësbe, ahol ellenkormány-alakítási szándékkal maga köré gyűjtötte párthíveit, és 1913. október 14-én kikiáltotta a Közép-albániai Köztársaságot. Ugyancsak 1913 augusztusában – ahogy azt Qemali már 1912 decemberében is tervezte – Isa Boletini lett a Qemali-kormány hadügyminisztere.
Az ideiglenes kormány összetétele a későbbiekben is változott, miniszterei általában is elégedetlenek voltak Qemali politikai és diplomáciai eredményeivel. 1913 októberében, az Albán Nemzeti Bank megalakítása körüli visszásságok miatt a kormány pénzügyminisztere, Abdi Toptani is lemondott (bővebben: Gazdaságpolitikai törekvések), majd Qemali egyik legfőbb kormányon belüli támogatóját, Myfit Libohova külügyminisztert veszítette el, miután utóbbit a Nemzetközi Ellenőrző Bizottság albán tagjává választották.

### Ismail Qemali személye és megítélése

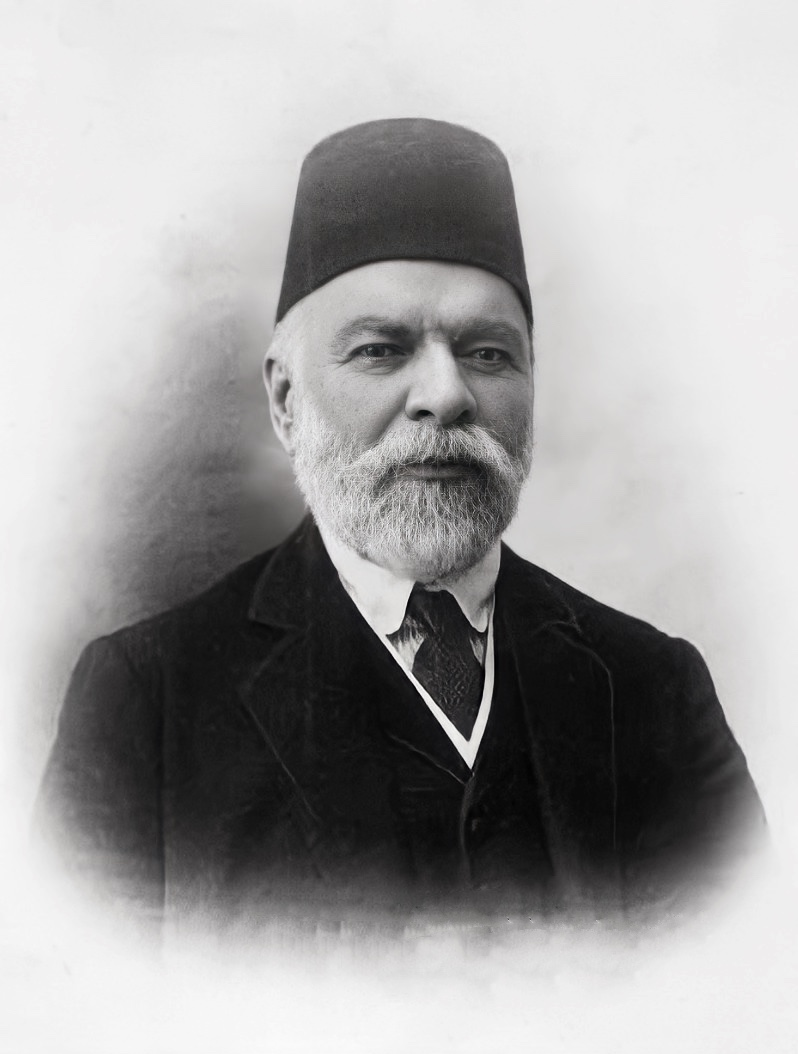
Ismail Qemali

Az ideiglenes kormány vezetője, Qemali tagadhatatlanul a korabeli albán politikai élet egyik legnagyobb tapasztalatú figurája volt. Nagy hatalmú, de a 19. századi oszmánellenes felkelésekben vállalt szerepe miatt meghurcolt albán család sarjaként lépett tisztviselői pályára az Oszmán Birodalomban. Karrierje során volt Várna mutesarifja, Dél-Dobrudzsa, Bolu és Gallipoli szandzsákbégje, Bejrút válija, majd a konstantinápolyi államtanács tagja, emellett kiterjedt üzleti tevékenységet is folytatott. A századforduló környékén kezdett szimpatizálni az ifjútörök mozgalommal, s az 1900-as években Európában utazgatva az ifjútörökök egyik legbefolyásosabb szóvivőjévé nőtte ki magát. Az 1908. júliusi ifjútörök forradalom után a konstantinápolyi alsóház képviselője, rövid ideig elnöke lett, de az ifjútörökök hatalmi módszereiben csalódva hamarosan ellenzéki politikussá lett, és az albán nemzeti ügy mellé állt.
Qemali korabeli megítélése ambivalens volt bel- és külföldön egyaránt. Párthívei a nemzeti hőst, az alapítóatyát, az albánok ügyéért kérlelhetetlenül harcoló államférfit látták benne, míg ellenlábasai azt rótták fel neki, hogy számító politikus, aki a saját érdekeiért és vagyona gyarapításáért bármire képes. Kevésbé szélsőséges értékelések szerint politikai és közigazgatási téren nagy tapasztalatokkal rendelkezett, munkáját energikusan végezte, beosztottaira és híveire gondolkodásával és retorikai képességeivel igyekezett hatni. Ugyanakkor nem állt tőle távol sem az intrika, sem az autoriter vezetési módszerek, elvárta és élvezte a tiszteletnyilvánítás jeleit, a jólétet. Qemali erős kézzel vezette az 1912. december 4-én megalakult ideiglenes nemzeti kormányt is, minisztereit közvetlenül ő irányította, s a minisztériumi hivatalnokoknak is személyesen ő adta ki az utasításokat.

## Az ország helyzete és a kormány tevékenysége
A Qemali-kormány megalakulásától kezdve a nagyhatalmaktól várta a megoldást Albánia függetlenségének elismerésére, államszervezeti kereteinek meghatározására, az államhatárok kijelölésére és az idegen hadseregek által elfoglalt albán területek kiürítésére. Bár igyekezett az általa ellenőrzött területek közigazgatását, rendvédelmét és az adószedés intézményi rendszerét megszervezni, a kivárás egyfajta belpolitikai passzivitásra kárhoztatta: sem belföldi ellenlábasaival, sem a megszálló hadseregekkel nem vette fel a politikai, illetve katonai harcot. Törekvései elsősorban diplomáciai téren nyilvánultak meg: az albán területi és autonómiaigényeket valamennyi lehetséges fórumon közvetítette a nagyhatalmak felé, ellenpontozva a balkáni nemzetállamok területi követeléseit.

### Albánia függetlenségének és államhatárainak kérdése
Közvetlenül a függetlenség kikiáltását követően, 1912. november 28-án Qemali azonnal táviratokat intézett az európai nagyhatalmak és a balkáni nemzetek külügyminisztereihez, a vlorai osztrák–magyar és olasz követeket pedig személyesen tájékoztatta az önálló Albánia megszületéséről, valamint támogatásukat kérte területi integritásuk megőrzéséhez. Hitet tett amellett is, hogy Albánia a Balkán-háborúban semleges fél marad. A nagyhatalmak válasz nélkül hagyták Qemali táviratait, egyedül a Monarchia és Olaszország konzuljai biztosították elvi támogatásukról. A konstantinápolyi kabinet, igényeit továbbra is fenntartván a nyugat-balkáni területekre, elfogadhatatlan lázadásnak tartotta egy önálló Albánia megszületését, s az anatóliai albánságot sorozatos atrocitások érték. Ami pedig a szomszédos államokat illeti, csapataik folytatták az előrenyomulást Albánia területén.
A már korábban albániai városokba (jellemzően Vlorába és Shkodrába) akkreditált osztrák–magyar, olasz, orosz stb. követek a függetlenség kikiáltását követően is állomáshelyükön maradtak. Elsőként hivatalosan Bulgária vette fel a diplomáciai kapcsolatokat Albániával, amikor 1913. november közepén a bolgár nagykövet Vlorában átnyújtotta megbízólevelét Ismail Qemalinak.
A függetlenség 1912. november 28-ai kikiáltását követően tehát a fiatal albán állam és Qemali kormánya egyfajta karanténba került, területi és politikai értelemben egyaránt. Ráadásul a tengeri távírókábeleket elvágó görög flotta arról is gondoskodott, hogy a Qemali-kormány kommunikációs vákuumba kerüljön. Miután az Oszmán Birodalom és a seregeit Konstantinápolyig szorító Bulgária 1912. december 3-án fegyverszünetet kötött, a brit külügyminiszter, Sir Edward Grey javaslatára december 17-én kezdetét vette a londoni nagyköveti konferencia. Fő célkitűzése az volt, hogy az első Balkán-háború lezárásaként közös döntéssel rendezzék Albánia státusának, Szerbia adriai jogosultságainak, az Oszmán Birodalom nyugati határainak, valamint a tengerszorosok és a Dodekanészosz szigetcsoport hovatartozásának kérdését. A Grey elnökölte konferencia állandó résztvevői az öt másik európai nagyhatalom – Franciaország, Németország, Osztrák–Magyar Monarchia, Olaszország és Oroszország – Londonba akkreditált nagykövetei voltak, a háborúban és a rendezésben érintett felek – köztük Albánia – küldöttségei csak megfigyelőként lehettek jelen.

#### Az albán delegáció Londonban
1913. március 1–4. között az emigráns albánság vezetői az Osztrák–Magyar Monarchia támogatásával Triesztben gyűltek össze, hogy megvitassák és a nagyhatalmakhoz eljuttassák az albánság igényeit. Az összalbán kongresszus szervezője Stefan Zurani, elnöke a januárban még a londoni nagyköveti konferencián járt Faik Konica volt. Az emigráns albán szervezetek képviselői mellett szép számmal jelentek meg Triesztben más országok képviselői és tudósítói, de kémek és az albán trónra aspiráló kalandorok is. A Qemali-kormány megfigyelőként, Kristo Meksi személyében szintén képviseltette magát a rendezvényen. A kongresszust lezáró összegzésükben a résztvevők hitet tettek a tisztán etnikai szempontok szerint meghúzandó államhatárok, egy Shkodrát, Nyugat-Koszovót, Nyugat-Macedóniát és Janinát magában foglaló független albán állam mellett. Ezenkívül támogatták – a kongresszuson megjelenő aromán küldöttek indítványára – a Píndosz hegységi aromán területek Albániához csatolását is.
A Giovanni Castriota Scanderbeg vezette Olaszországi Albánok Központi Bizottsága (Comitato Centrale Albanese d’Italia) 1913. február 3-án szintén emlékiratot intézett a nagyköveti konferenciához, hozzávetőleges összhangban a más albán csoportok és küldöttségek artikulálta elképzelésekkel.
1913 áprilisában a konstantinápolyi albán kolónia képviselői szintén eljuttatták memorandumukat a londoni konferencia résztvevőihez, amelyben az oszmán fennhatóság alatt maradó Albánia mellett érveltek.
Januárban már a balkáni küldöttségek is a brit fővárosban tartózkodtak, hogy elképzeléseiket ismertessék a nagykövetekkel. Az albán delegáció szervezője az ideiglenes kormány feje, Ismail Qemali volt, aki azonban a Vlora partjai előtti görög tengerzár miatt nem tudta elhagyni Albániát. Az általa megbízott küldöttségben az Európában tartózkodó Mehmet Konica, Filip Noga és Rasik Dino kaptak helyet, de rajtuk kívül januárban Londonban tartózkodott az amerikai albán szövetség, a Vatra Szövetség küldötte, Faik Konica is. Sir Edward Greynek nyújtották be a feltehetően Qemali által megfogalmazott emlékiratot, amely szerint Albánia határait az 1912. szeptemberi Albánia vilajet, azaz az oszmán–montenegrói és oszmán–szerb határok vonalában kívánatos meghúzni, hogy Peja, Mitrovica, Pristina, Shkup, Manastir, Mecova, Janina, Preveza és más kisebb területek, amelyekre a szerbek, illetve a görögök is igényt formáltak, az albán határokon belül essenek. Kifejezték az albánság abbéli igényét, hogy országuk szuverén nemzetállam legyen, amely semlegességénél fogva egyensúlyi szerepet töltene be a Balkánon. Emlékiratuk mellékletében felsorolták az etnikailag albán többségű törvénykezési járásokat is. Az albán delegáció tagjai eleinte táviraton tartották a kapcsolatot az ideiglenes kormánnyal, ám miután a távírókapcsolat Vlora és a külvilág között megszűnt, egyre inkább a saját szakállukra, Qemali felhatalmazása nélkül foglalkoztak egyéb kérdésekkel is (fejedelem személye, rendvédelem szervezeti keretei stb.). Noha hozzászólási joggal nem rendelkeztek, a Monarchia nagyra értékelte az albán küldöttség tevékenységét, és bevonta őket a nagyköveti konferencia hátterében folyó munkába, sőt, az albán küldöttek a Monarchia költségére maradhattak 1913 januárja után is a brit fővárosban. Az albán ügy helyi támogatói Aubrey Herbert parlamenti képviselő vezetésével 1912 decemberében megalapították az Albán Bizottságot (Albanian Committee), amely nem csak anyagiakban segítette a küldöttség munkáját, de az albán érdekeknek megfelelő tudósításokat és cikkeket is elhelyezett a brit sajtóban.
Qemali eközben nehezen törődött bele, hogy nem hagyhatja el Vlorát, és egy másik delegációt szervezett, hogy az albán ügy érdekében végiglátogassa a nagyhatalmak fővárosait, és lehetőleg az állam működéséhez szükséges nagy összegű hitelt is szerezzen. A Monarchia és Olaszország ellenezte, hogy Qemali álljon a küldöttség élére, arra hivatkozva, hogy távollétében könnyen anarchiába fordulhat Albánia élete. Qemalinak kapóra jött a trónkövetelő Montpensier herceg vlorai kalandja (bővebben: Vlorai ostromállapot), akinek hajóján 1913 márciusának végén végre elhagyhatta Vlorát. Delegációjában Luigj Gurakuqi és Isa Boletini kapott helyet, s április 1-jén Rómában sor került az első tárgyalásra Qemali és Antonino Paternò-Castello olasz külügyminiszter, majd két nappal később Mérey Kajetán római osztrák–magyar követ között. Mindkét diplomata mielőbbi hazatérésre ösztönözte Qemalit, a találkozók eredmény nélkül záródtak. A küldöttség azonban továbbutazott, és április 10-én Bécsben tárgyaltak, majd Párizson keresztül végre 1913 májusában megérkeztek Londonba. Qemali átvette a nagyköveti konferenciát segítő albán delegáció munkájának irányítását. Nem sokáig maradt Londonban, május 8-án még átadta emlékiratát a konferencián részt vevő osztrák–magyar követnek, Mensdorff-Pouillynak (bővebben: Ismail Qemali statútumtervezete), majd Shkodra eleste és a serege élén délnek vonuló Esat Toptani hírére hazasietett. Az albán küldöttség munkája az albán állam szervezeti és közigazgatási kereteit kijelölő statútum 1913. július 29-ei elfogadásával okafogyottá vált, s Qemali hazarendelte a delegációt.

#### Albánia függetlensége és államformája
A londoni nagyköveti konferencia tárgyalói már első ülésszakuk eredményeként, 1913. december 20-án elismerték Albánia mint az Oszmán Birodalom fennhatósága alatt álló fejedelemség függetlenségét, amelynek semlegességét a nagyhatalmak garantálják. Egyúttal a szerb fennhatóság alatt álló adriai kikötő(k) lehetőségét határozottan elvetették. 1913 során a nagyhatalmak Londonban tárgyaló képviselői kidolgozták Albánia leendő államszervezeti kereteinek további részleteit, amit az Albánia statútuma néven ismert dokumentumban adtak közre 1913. július 29-én. Ennek főbb rendelkezései összefoglalóan a következők voltak:
- Albánia független örökletes monarchia, amely a hat európai nagyhatalom küldötteiből álló, tízéves mandátumot kapó Nemzetközi Ellenőrző Bizottság ellenőrzése alatt áll, semlegességét is a nagyhatalmak szavatolják.
- Az Oszmán Birodalom és Albánia közötti függőségi viszonyok megszűnnek, az albán fejedelmet a nagyhatalmak jelölik ki.
- A Nemzetközi Ellenőrző Bizottság feladata az albán állam közigazgatási, közjogi és gazdasági intézményi kereteinek kidolgozása, az Albán Fejedelemség alaptörvényének előkészítése.
- A közrendvédelmi feladatokat a külföldi tisztikar irányítása alatt álló albán csendőrség látja el.[41]

Ezzel a hivatalos aktussal 1913. július 29-én a maival közelítőleg megegyező mintegy 28 ezer km²-nyi területen, 800 ezer lakossal hivatalosan is megalakult a független Albán Fejedelemség. 1913. október 16-án vlorai székhellyel, a hat nagyhatalom delegáltjaival és Albánia küldöttével megalakult a Nemzetközi Ellenőrző Bizottság, s 1913. december 24-én a külföldi irányítású csendőri testület is megkezdte a munkát.

#### Albánia államhatárai

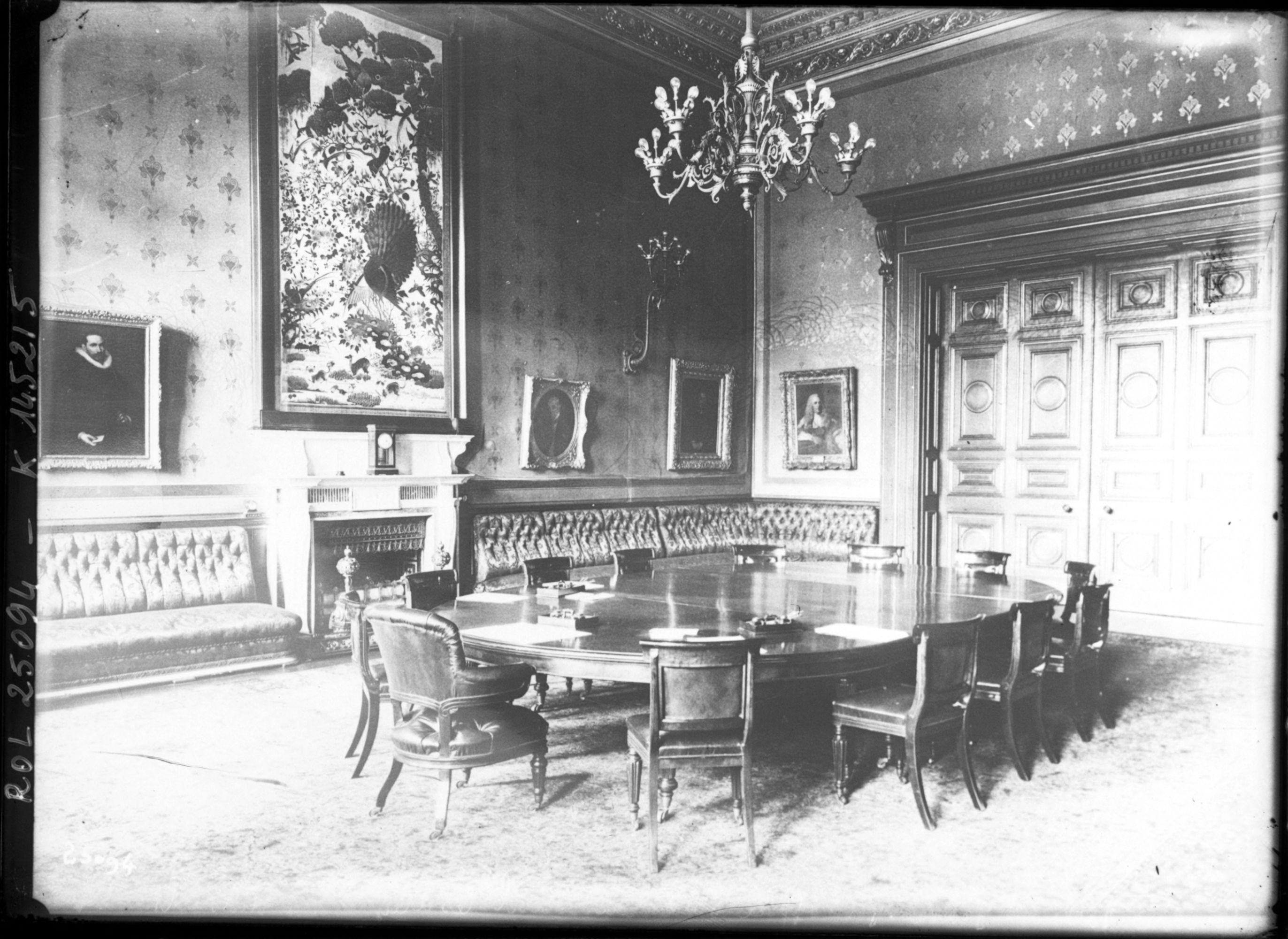
A londoni nagyköveti konferencia helyszíne

Az államforma és a közigazgatási kérdések rendezése mellett a londoni nagyköveti konferencia egyik legfőbb feladata az albán államhatárok kijelölése volt. Hosszas viták és a tárgyalások többszöri megrekedése után 1913. március 22-én hozták meg döntésüket az északi, Montenegróval és Szerbiával közös határok kérdésében. Ennek értelmében Shkodrát és a környező területeket, noha Montenegró továbbra is igényt tartott rájuk, Albániának ítélték. Ugyanakkor a koszovói és macedóniai területeket Szerbiának engedték át, az északi Szandzsákon, valamint az albán törzsek lakta hegyvidéki területeken Montenegró és Szerbia osztozhatott. Ez a döntés kiterjedt albán lakta vidékeket és termékeny szántóföldeket szakított el Albániától, amivel a 800 ezer anyaországi albán mellett 500 ezer albán került az országhatárokon túlra. A nagyhatalmak diplomáciai fenyegetések és katonai demonstrációk (tengerzár a montenegrói partoknál) árán érték el, hogy 1913. május 6-án a szerbek kiürítsék Durrëst, május 14-én pedig a montenegróiak kivonuljanak Shkodrából.
A déli, Görögországgal közös albán államhatár kérdése 1913 márciusában került napirendre Londonban. Nem véletlenül, e kérdésben ugyanis több nehézséggel is szembe kellett nézniük a nagyköveteknek: az etnikai határok nem voltak egyértelműek, az olaszok pedig határozottan síkra szálltak a Korfui-szoros semlegessége mellett, ami az albánoknak kedvezett. A tárgyaló felek között parázs vita bontakozott ki, amelyet a delegáló nagyhatalmak közötti diplomáciai viszony is megsínylett, így az első Balkán-háborút lezáró londoni egyezmény 1913. május 30-ai aláírásáig sem jutottak kompromisszumos megoldásra. A döntés végül 1913. augusztus 11-én született meg, bár némiképp elnagyoltan, mely szerint Korça, Leskovik, Përmet, Gjirokastra és Delvina vidéke albán területen marad, de a pontos államhatár meghúzására a londoni konferencia résztvevői nem vállalkoznak. A nagykövetek időben felismerték korlátaikat, és már augusztus 5-én úgy döntöttek, hogy a tárgyalóasztal helyett egy helyszíni szemle keretében ismerkednek meg a régió etnikai viszonyaival, s a feladat elvégzésére a nagyhatalmak delegáltjaiból álló Nemzetközi Határbizottságot kérték fel. A bizottság októberben kezdte meg a munkát, de már a hónap végére nyilvánvalóvá vált, hogy az okkupált területek görög adminisztrációja minden követ megmozgat, hogy a határkijelölés munkáját ellehetetlenítse. Így végül a helyszíni munkát felfüggesztették, és 1913. december 13-áig mégis térképek alapján végezték el a határ kijelölését. Ennek eredményeit az 1913. december 17-én kelt, firenzei egyezményként ismert dokumentumban foglalták össze, amelynek értelmében a fent említett városokat valóban Albániának engedték át, de albán lakta területek kerültek Görögország fennhatósága alá is. A görögök végül 1914 februárjában megkezdték csapataik részleges kivonását az Albániának ítélt területekről, 1914. február 28-án azonban az okkupált vidékeken kikiáltották a görögbarát Észak-epiruszi Autonóm Köztársaságot.

#### Az albán fejedelem kiválasztása
A londoni nagyköveti konferencia Albánia határainak és államszervezeti kérdéseinek tisztázása mellett megtette az első lépéseket a leendő albán fejedelem kiválasztása érdekében is. Az Osztrák–Magyar Monarchia és Olaszország abban a kérdésben már 1912 novemberében egyetértett, hogy a leendő albán uralkodó nem tartozhat a bevett albániai felekezetek egyikébe sem, azaz ne albán legyen. A nagyhatalmak gyakorlatilag át is engedték a két országnak a döntést, amelyek közös jelöltje végül a német Wilhelm zu Wied herceg lett. A harminchét éves protestáns Hohenzoller-sarj a porosz lovasság tisztje, 1911 óta kapitánya volt, híján politikai tapasztalatoknak, és a Balkán ügyeiben sem volt járatos. 1913. november 23-án a Qemali-kormány megkapta a nagyhatalmak bizalmas tájékoztatását a kijelölt uralkodó személyéről; Qemali azonnal egyetértéséről biztosította a nagyhatalmakat. Emellett a Qemali-kormányzat szavazásra szólította fel az albánokat, akik a kormányzatnak elküldött szavazataikkal biztosították egyetértésüket a fejedelem személyével. Wied herceg már csak az ideiglenes kormány lemondása után, 1914. március 7-én érkezett meg Albániába, hogy elfoglalja a trónját.

### A hadi helyzet Albániában
Noha a Qemali-kormány támogatója, 1913 augusztusától hadügyminisztere, a koszovói Isa Boletini kész lett volna a kormány felszólítására embereit fegyveres ellenállásba hívni, erre nem került sor. Maga Boletini – a kormány hadügyminisztereként is – legfőképp a saját szakállára vezetett katonai akciókat szűkebb pátriája, a szerbeknek ítélt Koszovó és Nyugat-Macedónia vidékeire. A kormány feje, Qemali eközben a rendfenntartáson túlmutató kérdésekkel, a szomszédos országok hadseregeivel szembeni fegyveres ellenállás szervezésével – szem előtt tartva a majdani jószomszédi viszonyokat – nem foglalkozott, sőt, kifejezetten dezertálásra szólította fel a még megmaradt, az agresszorok ellen harcoló oszmán seregtestek albán katonáit is. Az albánok egy része éppen ezért vádolta Qemalit azzal, hogy a függetlenség kikiáltását követően Görögország gyakorlatilag akadály nélkül szállhatta meg Dél-Albániát, és az ellenük harcoló irreguláris albán szabadcsapatok sem kaptak semmiféle támogatást. Pedig az ellenállás szervezése nem lett volna hiábavaló, ugyanis 1912. december 3-án hiába kötöttek egymással tűzszünetet az első Balkán-háború szembenálló felei, az albániai csapatmozgásokkal nem hagytak fel.
Már a függetlenséget kikiáltó vlorai nemzetgyűlés idején, 1912. november végén sem sok jóval kecsegtetett a katonai helyzet. A görög hadihajók november végén tengerzár alá vették a Vlorai-öblöt és december 4-én bombázták a várost. Elfoglalták az öböl kijáratánál fekvő Sazan-szigetet, és elvágták a Vlorát Olaszországgal összekötő tenger alatti kábelvezetékeket. Szárazföldi csapataik Saranda elfoglalása után a Vlorától 30 kilométerre lévő Llogara-hágónál vívtak ütközetet Eqrem Vlora mindössze 2500 fős csapatával. December 6-án a görögök elfoglalták Korçát, flottájuk pedig 1913. február 27-ére az északabbra fekvő Durrës kikötőjét is tengerzár alá vette. Március 6-án a Konstantin koronaherceg vezénylete alatt álló görög hadosztály végső rohamot indított Janina ellen, és négy hónapon át tartó ostromot követően sikeresen el is foglalta a várost. A janinai kapitulációt a Shkodra városát feladó Esat Toptani fivére, Vehid Toptani írta alá. Március 17-én a görög csapatok harc nélkül bevonultak Gjirokastrába. Janina és Gjirokastra elestével Dél-Albánia görög fennhatóság alá került, és a polgári közigazgatás kiépítésének első lépéseként a görögök kihirdették, hogy görög állampolgárságot csak az kaphat, aki lemond albán nemzetiségéről. A görögök a Qemali-kormány fennállása alatt ki sem vonták csapataikat a dél-albániai területekről, a frontvonalak ilyenformán megmerevedtek.
Ennél jóval mozgalmasabb volt az észak-albániai hadszíntér, ahol a montenegrói és szerb seregek a görögöknél jóval gyorsabban rohanták le az albán lakta területeket. Montenegró röviddel a háború kitörése után ostrom alá vette Shkodra városát, majd elfoglalta Shëngjin kikötőjét, a szerbek pedig 1912 októberében elfoglalták egész Koszovót, novemberben már a nyugat-macedóniai Resen és Ohrid, valamint a közép-albániai Lezha és Elbasan is a kezükben volt. Előrenyomulásukat tovább folytatták, s november 30-án elfoglalták az egyik legfontosabb albán kikötővárost, Durrëst is. Az ezt követő időszakban az észak-albániai hadi cselekményeknek két mozzanata emelhető ki: 
- Shkodra városának ostroma;
- a londoni egyezmény értelmében az Albániától elszakított albán lakta területek fegyveres konfliktusai, különös tekintettel a dibrai kalandra.

#### Shkodra ostroma

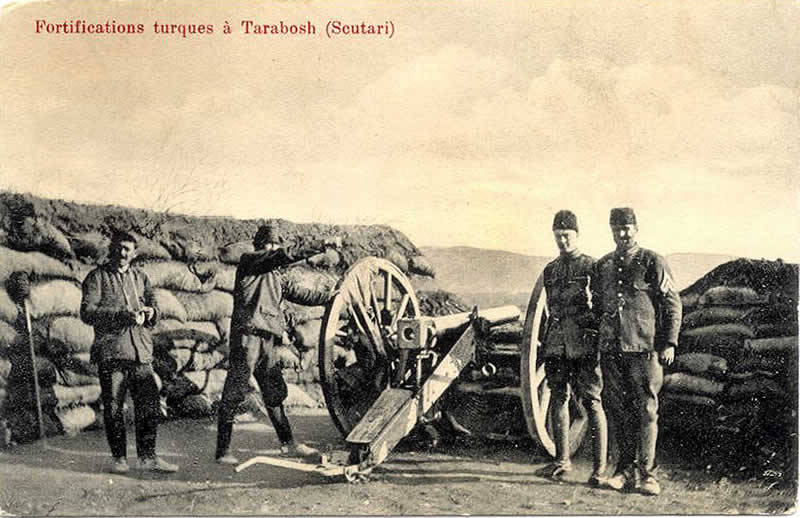
Shkodrát védő török tüzérek csoportja

Az első Balkán-háború kitörésekor, 1912. október 8-án a montenegrói sereg Shkodrához vonult és október 28-án ostromolni kezdte a várost. Shkodrát egy 14 ezres oszmán sereg védte Haszan Riza parancsnoklása alatt, emellett 10-13 ezres redifserege élén a közép-albániai hadúr, Esat Toptani is az ostromlottak megsegítésére sietett. A velük szemben álló montenegrói sereg 35 ezres létszáma előrevetítette, hogy Shkodra bevétele nem lesz a gyors hadi sikerek egyike. Három hónap elteltével azonban a korábban önként a város védelmére siető Esat Toptani már kettős játszmát folytatott. 1913. január 30-án Toptani két ügynöke, Osman Bali és Mehmet Kavaja meggyilkolták Haszan Rizát, Shkodra katonai parancsnokát rögtön azután, hogy az elhagyta másodparancsnoka, Toptani házát egy vacsorameghívást követően. Riza fel volt készülve Shkodra végsőkig tartó védelmére, a véráldozatot azonban Toptani messzemenően ellenezte, és titokban már a város feladásáról egyezkedett a montenegróiakkal (a közvetítő szerepet Oroszország shkodrai követe játszotta). Toptani terve az volt, hogy harc nélkül átadja Shkodrát a montenegróiaknak, amennyiben azok támogatják albán királlyá választását. A montenegróiakat eleinte taszíthatta az ajánlat, mert 1913. február 6-án – ekkor már szerb támogatással – ismét megrohamozták a várost.
Noha március 22-én a londoni nagyköveti konferencia meghozta a döntést, hogy Shkodra Albániáé, március 26-a után pedig hivatalos jegyzékben is felszólították Montenegrót az ostrom abbahagyására és a terület evakuálására, március 31-én mégis újult erővel folytatták a város ostromát. Április 5-én végül a nagyhatalmak nemzetközi flottája, Cecil Burney altengernagy parancsnoklásával, felvonult a montenegrói partok előtt, majd 10-én blokád alá vonták a montenegrói partokat.
A helyzet kezdett rosszra fordulni Montenegró számára. Ezt felismerve, 1913. április 21-én Esat Toptani, Shkodra újsütetű védője a montenegrói csapatok egyik vezénylő tábornokát, Janko Vukotićot azzal az ajánlattal kereste meg, hogy Shkodra városát és az északnyugat-albániai területeket egészen a Drin folyásáig Montenegró kezére adja, amennyiben szabad elvonulást biztosítanak neki és 30 ezer emberének, emellett elismerik az oszmán protektorátus alatt álló Albánia fejedelmének. Április 23-án I. Miklós a shkodrai olasz konzulátuson keresztül elfogadta Toptani feltételeit, így Shkodra montenegrói kézre került, és Toptani teljes fegyverzetben, serege élén szabadon hagyhatta el a várost. Danilo koronaherceg már másnap diadalmasan bevonult a városba és felvonta a montenegrói lobogót. Nem sokáig maradhatott a kezükön a város, a nagyhatalmak nyomására ugyanis 1913. május 14-én a montenegróiak kivonultak Shkodrából, és a város feletti ellenőrzést átengedték az ideiglenes nemzetközi közigazgatás, az ún. admirális tanács fejének, Cecil Burney altengernagynak.

#### A dibrai konfliktus
A szerb hadsereg az elfoglalt koszovói és nyugat-macedóniai területeken több albán többségű települést feldúlt, az albánok házait felgyújtották, lakóikat elűzték. Szélsőséges atrocitásokra is sor került, így például a dibrai, gjakovai stb. piacra érkező albánokat a szerbek lelőtték. Miután a szerbek és a montenegróiak 1913 tavaszán megkezdték a kivonulást az albánoknak ítélt területekről, Dibra vidékén elhajtották a lakosság állatait, és megtizedelték a lakosságot. Többek között megölték a ljuma törzs két vezetőjét, Mehmet Edemet és Xhafer Eleuzt is, valamint több falut felgyújtottak. A montenegróiak Gjakova és Peja vidékén hasonló módon kegyetlenkedtek az albán lakossággal. A brit külügyminiszter, Sir Edward Grey többször elítélte az eseményeket, és felszólított a szomszédos országok fennhatósága alatt élő albánok alapvető jogainak tiszteletére.
Területeik végleges elszakadásába az albánok sem nyugodtak bele. Isa Boletini, a Qemali-kormány újsütetű hadügyminisztere 1913. augusztus 13-án katonái élén megtámadta a Szerbiához került Dibra városát, és ideiglenesen kikergette a városból a szerb katonaságot. Dibra városának visszafoglalása után a szerbek 1913. szeptember 21-én harmincnyolc helyi albán lakost ítéltek halálra, de albán fegyveresek ötük kivételével kimenekítették őket a szerbek fogságából. Szerbia értesítést küldött a nagyhatalmaknak, hogy Dibránál albán csapatok lépték át az új szerb határt, és fegyverekkel segítik a szerb területeken élő nemzettársaik felkelését. Kiemelték, hogy amennyiben hasonló incidensek rendszeressé válnak, Szerbia felhatalmazva érzi magát az albán területek, stratégiailag kiemelt pontok újbóli elfoglalására. A koszovói – gjakovai, pejai, plavai – és dibrai albánság képviselői szintén folyamodványt nyújtottak be a nagyhatalmaknak, amelyben beavatkozásukat és védelmüket kérték a szerb és montenegrói katonai fennhatóság túlkapásai ellen. A washingtoni székhelyű Carnegie Endowment for International Peace jelentésében szintén számot adott a szerbek és montenegróiak albánokkal szemben elkövetett tetteiről, a felégetett házakról és falvakról, a fegyvertelen civil lakosság körében végzett mészárlásról.
A dibrai konfliktusban az elkövetkező évtizedek meghatározó alakja, Amet Zogu is hallatott magáról. Mati törzsi területeiről emberei élén Dibra mellé vonult, hogy legalább addig feltartsa a Boletinit és Csaulevet 1913 szeptember 23. után visszaverő szerb csapatokat, amíg a dibrai albánok kimenekítik gyermekeiket és asszonyaikat a városból. Miután ezt sikeresen elérte, visszatért Mat vidékére.
Szeptember 23-án a nyugat-macedóniai albánok újból fellázadtak a szerb fennhatóság ellen. Boletini 6000 embere élén ismét átlépte a határt, elfoglalta Dibrát, majd a macedón Petar Csaulev irreguláris csapataival együtt Ohrid elfoglalására indult. Néhány napon belül az egyesült albán–macedón sereg elfoglalta Gostivart, Strugát és Ohridot, a szerb csapatokat pedig kiűzték a városokból. Ohridban albán önkormányzatot állítottak fel, és további négy napon keresztül védték a Resen felőli hegyeket. Elfoglalták Kërçovát, majd már Koszovó vidékén Gjakovát és Peshkopiát. Ezt követően kétfelé szakadva egyik csapattestük Prizren ellen vonult, másikuk pedig Gucia közelében, Tuznál vívott harcokat. A szerb sereg végül erősítést kapott és kiverték az albánokat a nekik ítélt területekről.
A szerb mozgósítás azonban nem állt meg a londoni egyezmény szerinti albán államhatárnál. Boletini dibrai kalandja ürügyén a szerb csapatok behatoltak Albánia területére, azzal a céllal, hogy ismét Durrësig nyomuljanak. 60 ezres seregük végül Elbasan és Orosh északkeleti előteréig jutott, hadjáratuk során közel száz falut pusztítottak el, 8 ezer albánt gyilkoltak le, s további 125 ezret tettek földönfutóvá tettek Dibra, Struga, Ohrid (Szerbia), valamint Golloborda, Gash, Krasniq és Valbona (Albánia) körzetében. Az Olaszország és Németország által támogatott Osztrák–Magyar Monarchia kérdőre vonta Szerbiát, majd miután nem kapott kielégítő választ az államhatárok megsértésére, 1913. október 14-én felszólították a szerbeket, hogy azonnal vonják vissza csapataikat Albánia területéről. Miután a szerbek figyelmen kívül hagyták a felszólítást, október 18-án a Monarchia demarsot intézett Szerbiához, és kilátásba helyezte a katonai lépést, amennyiben nyolc napon belül nem hagyják el a szerb csapatok az albán területeket. Október 20-án Szerbia meghajolt a Monarchia ultimátuma előtt, bár felhívták a Monarchia figyelmét arra, hogy katonai lépésük csupán a dibrai konfliktusra adott válaszlépés volt, és kérték a nagyhatalmakat, hogy „albániai protezsáltjaikra” is hassanak az államhatárok tisztelete ügyében. Október 25-éig csapataik elhagyták Albánia területét, de visszavonulásuk során további albán falvakat égettek fel.

### Belpolitikai törekvések és pártharcok
Az ideiglenes nemzeti kormány fennhatósága egy mintegy 4000 km²-es, 250–300 ezer embernek otthont adó területre terjedt ki. A kormány által ellenőrzött terület jelentősebb települései a főváros, Vlora mellett Berat, Lushnja és Fier voltak. Ugyanakkor fontos szempont, hogy ez a térség sem állt a Qemali-kormány kizárólagos fennhatósága alatt. A fenti népességszámba beleértendő ugyanis az oszmán sereg idáig szorított, 30-35 ezres állománya is, amelynek alakulatai főként Vlora, Berat, Fier, Delvina és Leskovik környékén állomásoztak. Tisztjeik egyes vidékeken katonai igazgatást vezettek be az Oszmán Birodalom zászlaja alatt, de megtűrték az ideiglenes kormány fennhatóságát is, s a kormánymeghatalmazottak házain az albán zászló lengett. Így voltaképpen az ideiglenes nemzeti kormány tényleges befolyása a függetlenség kikiáltását követően csupán Vlorára és annak környezetére terjedt ki, és ott is gyakorlatilag továbbvitték az oszmán közigazgatás szandzsák–kaza alapú közigazgatását, illetve helyén hagyták a hivatalnoki réteget. A helyzetet tovább bonyolította a szerb hódítások elől az ország középső területeire húzódó menekültek, kb. 60 ezer koszovói és macedóniai albán tömege. Nagy részük a Vlora, Durrës, Berat és Elbasan melletti ideiglenes táborokban, valamint az északi hegyvidéken húzta meg magát. Gjirokastra, Tepelena és Përmet még 1912–1913 telén elfogadta a Qemali-kormány fennhatóságát, majd 1913 áprilisában a szerb hadsereg kivonult az elfoglalt területekről, és a vesztes anatóliai seregtestek is hazahajóztak. Ezzel a helyzet némiképp ugyan változott, de nem számottevően: a Qemali-kormánynak szembe kellett néznie az albánság különböző csoportjai között húzódó törésvonalakkal és belföldi ellenlábasaival is.
Egyfelől némiképp kiéleződtek a muzulmán és ortodox albánok közötti ellentétek: a durrësi görögkeletiek például eleve ellenezték egy muzulmán többségű független Albánia kikiáltását. Miután a szerb katonaság 1912. november 30-án bevonult a kikötővárosba, a görögkeletiek kifejezték abbéli kívánságukat, hogy görög fennhatóság alá tartozzanak. A helyi vezetők ugyanakkor Hamdi Toptani vezetésével megszervezték saját közigazgatási, törvénykezési és rendvédelmi rendszerüket. A jellemzően muszlim felekezetű történeti albán nagycsaládok (Toptanik, Vrionik, Vlorák stb.) egy része továbbra is az oszmán fennhatóság mellett tett hitet, mások a tehetetlennek tartott ideiglenes albán kormány helyett a Monarchiától várták az ország közigazgatási és gazdasági újjászervezését. Legtöbbjük a kivárásra berendezkedve, nemegyszer többezres magáncsapatukkal együtt, földbirtokukra húzódott vissza. A katolikus északalbánok ugyan nem helyezkedtek élesen szembe a Qemali-kormánnyal, de a kabinet fennhatóságát sem ismerték el.

#### Esat Toptani ellenkormánya

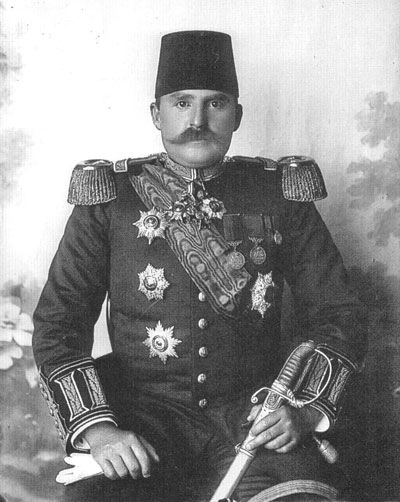
Esat Toptani 1908 körül

A katonai felhangokat sem nélkülöző belpolitikai felforgató tevékenység elsődlegesen a Toptanikhoz, nevezetesen Közép-Albánia nagy hatalmú pasájához, Esat Toptanihoz kötődött. Toptani már korábban nevezetessé, majd hírhedtté tette magát azzal, hogy seregével 1912 októberében a Montenegró által ostromolt Shkodra védelmére sietett, majd megölette a város katonai parancsnokát, Haszan Rizát, és szabad elvonulás fejében a várost a montenegróiak kezére játszotta. Toptani ezt követően rövid ideig kereste az együttműködés lehetőségét Qemali kormányával, amelynek 1913 júliusában egy hónapig belügyminisztere volt, végül azonban kilépett a kabinetből, és ellenkormány szervezésének céljával Durrësba ment. Maga mögött tudva Durrës, Tirana, Kruja, Kavaja és Peqin támogatását, 1913 szeptemberében egyebek mellett az ideiglenes kormány és főváros áthelyezését Vlorából Durrësbe, valamint a kormány összetételének átalakítását követelte. Miután követeléseit Qemali visszautasította, 1913. szeptember 18-án létrehozta durrësi ellenkormányát, október 14-én pedig kikiáltotta a Közép-albániai Köztársaságot. Kormányát sem a Nemzetközi Ellenőrző Bizottság, sem a Qemali-kabinet nem ismerte el, de névlegesen 1914. február 3-áig irányította a közép-albániai területek életét. 1914. január 8–18. között Elbasannál fegyveres összecsapásra is sor került toptanista fegyveresek és az ideiglenes kormány csendőrsége között, amely az utóbbiak győzelmével zárult.

#### A vlorai ostromállapot
Vlora lakossága már korábban is különös jelenetek tanúja lehetett. Az 1913. március 1–4. között ülésező trieszti albán kongresszuson az egyik résztvevő, Albert Ghica már fellépett annak érdekében, hogy Montpensier hercegét, Ferdinand François d’Orléans-t Albánia uralkodójává tegyék, de nem járt sikerrel. 1913. március 28-án aztán a herceg és Gjika albán zászló alatt hajózva, a görög tengerzárat áttörve, csempészett fegyverekkel a rakterében kikötött Vlorában, hogy a fegyverekért cserébe Montpensier herceget kikiáltsák Albánia uralkodójává. A város lakói nagy ovációval fogadták a pénzt, röpiratokat és saját magáról készült képeket osztogató herceget, akivel Qemali is találkozott. Bár az ideiglenes kormány feje alkalmasnak találta volna a herceget az albán trónra, miután az Albánia felett gyámkodó osztrákok és olaszok nem támogatták a személyét, csak annyit tudott ígérni, hogy a londoni tárgyalások során az albán küldöttség képviselni fogja érdekeit. Ugyanakkor Qemalinak kapóra jött a herceg kalandja, ugyanis hónapok óta nem tudta elhagyni Vlorát, hogy diplomáciai tárgyalásokat folytasson a nagyhatalmakkal, így viszont a herceg hajóján végre elhagyhatta a várost.
Az Oszmán Birodalom az albán függetlenség kikiáltását követően szintén rögtön kereste annak lehetőségét, hogy a Portához továbbra is hű rétegeket az ideiglenes nemzeti kormány ellen felbujtsa. Az ilyen kísérleteket az Oszmán Birodalomban élő albán hivatalnokok is támogatták erkölcsileg, a Qemali szervezte vlorai nemzetgyűlést ugyanis kalandorságnak tekintették.
1914. január 9-én a vlorai muszlimok fellázadtak Qemali kormánya és az albán fejedelemként kijelölt Wied herceg személye ellen, a hatóságok a városban ostromállapotot hirdettek ki. A későbbi vizsgálatok kiderítették, hogy a felkelést szervező bizottság közvetlen kapcsolatokat ápolt a konstantinápolyi ifjútörökökkel, akik a vlorai oszmán küldött, Bekir Grebenali személyében végezték az aknamunkát az albániai városban. Grebenali hivatalos célja az albán területeket elfoglaló görög csapatok ellen harcoló szabadcsapatok szervezése volt. A vádak szerint pénzzel, fegyverrel és munícióval láttak el 150-200, zömmel albán származású török katonát, akik január 9-én hajón megérkeztek Vlorába, hogy Izzet pasát, az Oszmán Birodalom korábbi, ugyancsak albán származású hadügyminiszterét kikiáltsák Albánia uralkodójává. A partra szálló török katonákat azonban a holland csendőrség az ideiglenes kormány utasítására és a Nemzetközi Ellenőrző Bizottsággal egyetértésben letartóztatta. Grebenalit szintén lefülelték, és az albán csendőrség holland tábornoka, Willem de Veer tábornok által vezetett statáriális bíróság halálra ítélte.

#### Az albán csendőrség
Az ideiglenes kormány katonai és rendvédelmi erejét kezdettől fogva a koszovói hadurak, Isa Boletini, Riza Gjakova és Zenel Begolli vezette és az embereikből álló nemzeti milícia alkotta. Bár támogatták az ideiglenes kormányt és készek voltak embereiket a kabinet rendelkezésére bocsátani, elsőrendű céljuk mégis szűkebb pátriájuk, Koszovó felszabadítása volt. Ezért Qemali már 1912 decemberében megkezdte a kormány fegyveres testülete, az albán csendőrség megszervezését az oszmán hadseregből megszökött albán katonák és önkéntes hazafiak közötti toborzással. Kísérlete kudarccal zárult: 1913 elejére összesen százfős csendőrséget sikerült összeverbuválnia, ami még a kormány ellenőrzése alatt álló kis terület rendfenntartói feladatainak ellátására is csekélynek bizonyult. A csendőrség parancsnokává ráadásul katonai ügyekben járatlan fiát, Edhem Vlorát tette meg. A nagyobb településeken tehát továbbra is a helyi kádik vezetésével tevékenykedő csapatok látták el a rendvédelmi feladatokat. 1913. május 4-én egy bizonyos Said pasa vezetésével felállt a leendő albán hadsereg tisztikara, amelynek első feladata a reguláris kormánymilícia és a csendőrség megszervezése volt. A tisztikar nem sokkal később benyújtotta elképzeléseit a Qemali-kormánynak, amely szerint húsz és negyven év közötti albán férfiakból toboroznák a milíciát, a csendőrséget pedig európai tisztek által kiképzett, a macedóniai csendőrségtől kilépett albánok vezetnék. A tervek valóra váltását vélhetően a pénzhiány akadályozta meg.
A nagyhatalmak döntése és az 1913. július 29-én elfogadott statútum rendelkezései alapján 1913. november 10-én a holland Willem de Veer tábornok és helyettese, Lodewijk Thomson őrnagy megérkezett az országba azzal a feladattal, hogy megszervezzék a vezetésük alatt álló albán csendőrséget. Az elkövetkező hónapban bejárták Albániát, ismerkedtek a helyzettel és felmérték a leendő csendőri állomány toborzásának lehetőségeit. 1913. december 20-án tábornoki rangban De Veert hivatalosan is kinevezték az albán csendőrség vezetőjévé. Alig pár nap elteltével, 1914. január elején a Qemali-kormányt támogató csendőrség már Elbasannál keveredett fegyveres összetűzésbe az Esat Toptanit támogató bandákkal.

### Gazdaságpolitikai törekvések
A Qemali-kormány közigazgatás-szervezési tevékenységét hátráltató egyik legjelentősebb tényező a bevételi források hiánya volt. A görög tengerzár miatt az egyébként jövedelmező vlorai kikötő nem működött, így csupán a Vlora környéki sólepárlók bevételeire, valamint a városban és környékén beszedett adókra támaszkodhattak. Megjegyzendő, hogy az albánok nagy része fegyelmezetten fizette az ideiglenes nemzeti kormány által kirótt adót. Qemali már 1912 decemberében azzal fordult a városba akkreditált osztrák–magyar és olasz konzulokhoz, hogy kormánya tevékenységét anyagilag is támogassák. A két ország hajlandónak mutatkozott a kérés teljesítésére, de pontosan nem ismert, hogy végül folyósították-e a kért 100-200 ezer koronás összeget, bár maga Qemali rendszeres apanázst kapott Bécsből, ami 1913 márciusában 5000 frankra rúgott. Emellett a két ország élelmiszer-szállítmányok formájában humanitárius segítséget is nyújtott az Albánia területén élő menekültek helyzetének javítására.
1913. október 4-én a Qemali-kormány koncessziót adott az osztrák Wiener Bankverein és az olasz Banca Commerciale d’Italia képviselőinek arra, hogy megalakítsák az Albán Nemzeti Bankot. A koncesszió magában foglalta az ingatlanpiaci tevékenységet is. Félő volt, hogy a nép szegénységét kihasználva az új bank nagy földterületek birtokába jut, amely végül is a gyarmatosítás egyik formája. A Qemali-kormány pénzügyminisztere, Abdi Toptani a szerződés megkötésekor le is mondott posztjáról.
Az ideiglenes nemzeti kormány által képviselt albán állam hivatalos pénze a Latin Monetáris Unió frankja volt. 1913 folyamán az albán külkereskedelem mérlege úgy alakult, hogy a kivitel 4 363 653, a behozatal mérlege pedig 18 468 561 koronára rúgott.

## A kormány lemondása

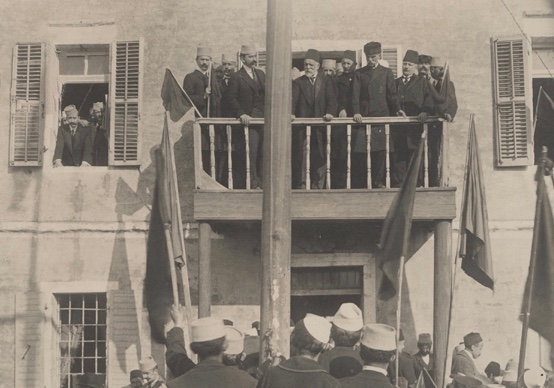
Qemali és kormánya a függetlenség kikiáltásának első évfordulóján Vlorában, 1913. november 28-án

Dacára az albán függetlenség és a kormányhatalom meglehetősen jelképes mivoltának, a függetlenség kikiáltásának első évfordulóján, 1913. november 28-án nagyszabású ünnepséget tartottak a kormány székhelyén, Vlorában. Ismail Qemali házában fényes külsőségek között fogadást adott kormánya, a Nemzetközi Ellenőrző Bizottság tagjai, a vlorai partok előtt horgonyzó osztrák–magyar és olasz hadihajók főtisztjei és a helyi előkelőségek számára. Az esemény során Qemali háza erkélyéről beszédet is intézett az ott összegyűlt tömeghez. A városlakók csoportjai naphosszat a vlorai utcákon tartottak felvonulást, kezükben az albán nemzeti lobogóval. A nagyhatalmak hadihajói huszonegy ágyúlövéssel köszöntötték Albániát nemzeti ünnepén. További évfordulós megemlékezésekre került sor az ország más nagyobb városaiban, például Shkodrában és Elbasanban is. A nemzeti ünnep fontos momentumaként a nagyhatalmak – a Nemzetközi Ellenőrző Bizottság jelen lévő tagjainak tolmácsolásában – elismerték a Qemali vezette ideiglenes nemzeti kormányt.
A látszólagos eufória és a részsikerek azonban nem feledtették, hogy az ideiglenes kormány gyakorlatilag kudarcot vallott, és nem bírja az albánság támogatását sem. A Qemali-kormány korábban már tett egy kísérletet az észak-albániai katolikusok támogatásának megnyerésére: 1913. szeptember 2-án az ideiglenes kormány elnökhelyettese, a mirdita törzsfő, Prenk Bibë Doda Lezhában találkozott más északalbán törzsfőkkel, hogy bizalmi szavazást indítson a kormánnyal kapcsolatban, de szándékaival ellentétes hatást ért el. Az ideiglenes kormányzatot mint hatalmat nem ismerték el a klánok. A dél-albániai területeket a görög hadsereg vezérkara a nagyhatalmi döntés ellenére továbbra sem volt hajlandó kiüríteni. Qemali legfőbb ellenlábasa, Esat Toptani 1913. október 14-én kikiáltotta a Közép-albániai Köztársaságot, és Elbasan környékén 1914. január első felében már fegyveres összetűzésekre is sor került a toptanista szabadcsapatok és a vlorai csendőrség között. Ezzel egy időben, 1914. január 9-én Vlorában ostromállapotot hirdettek ki, amikor puccs szándékával az Izzet pasát Albánia uralkodójává kikiáltani készülő helyi muszlimok – Konstantinápolyból érkező katonai támogatással – fellázadtak a kormány ellen.
1914. január 15-én Ismail Qemali hivatalosan közölte a Nemzetközi Ellenőrző Bizottsággal, hogy lemond az ideiglenes nemzeti kormány vezetéséről, és a végrehajtó hatalmat kész átadni a bizottságnak arra az időtartamra, míg az időközben kijelölt albán fejedelem, Wilhelm zu Wied el nem foglalja az ország trónját. A kormány és a Nemzetközi Ellenőrző Bizottság képviselői Vlorában, 1914. január 22-én formális keretek között aláírták a hatalomátvételről szóló dokumentumokat. Ismail Qemali kormánya lemondása után külföldre távozott, s a franciaországi Nizzában telepedett le.